# Kapila
Kapila (550 aC) va ser un savi vèdic que sovint s'identifica com un dels fundadors del sistema Samkhya, la més antiga de les sis dàrxanes (sistemes) de la filosofia hindú. No és, però, l'autor del text que donà en major mesura una definició filosòfica a l'escola, la Samkhyakarika d'Ishvarakrishna, ni va establir una comunitat religiosa.
La mitologia hindú considera Kapila com un descendent de Manu, l'ésser humà primari, i un net del déu creador Brahma o com un avatar del déu Vishnu vingut a la terra per restaurar l'ordre espiritual.
Ensenyava un procés d'alliberament anomenat bhakti ioga. Com Buda, també Kapila va emfatitzar la meditació com un mètode per eliminar el sofriment. Les fonts budistes el presenten com un filòsof ben conegut els estudiants del qual van construir la ciutat de Kapilavastu, que era, segons una tradició, el lloc de naixement de Buda.
Moltes personalitats històriques de l'hinduisme i el jaïnisme, personatges mítics, llocs de pelegrinatge de la religió índia, així com una antiga varietat de la vaca, reben el nom de Kapila, o comparteixen el seu nom.

## Biografia

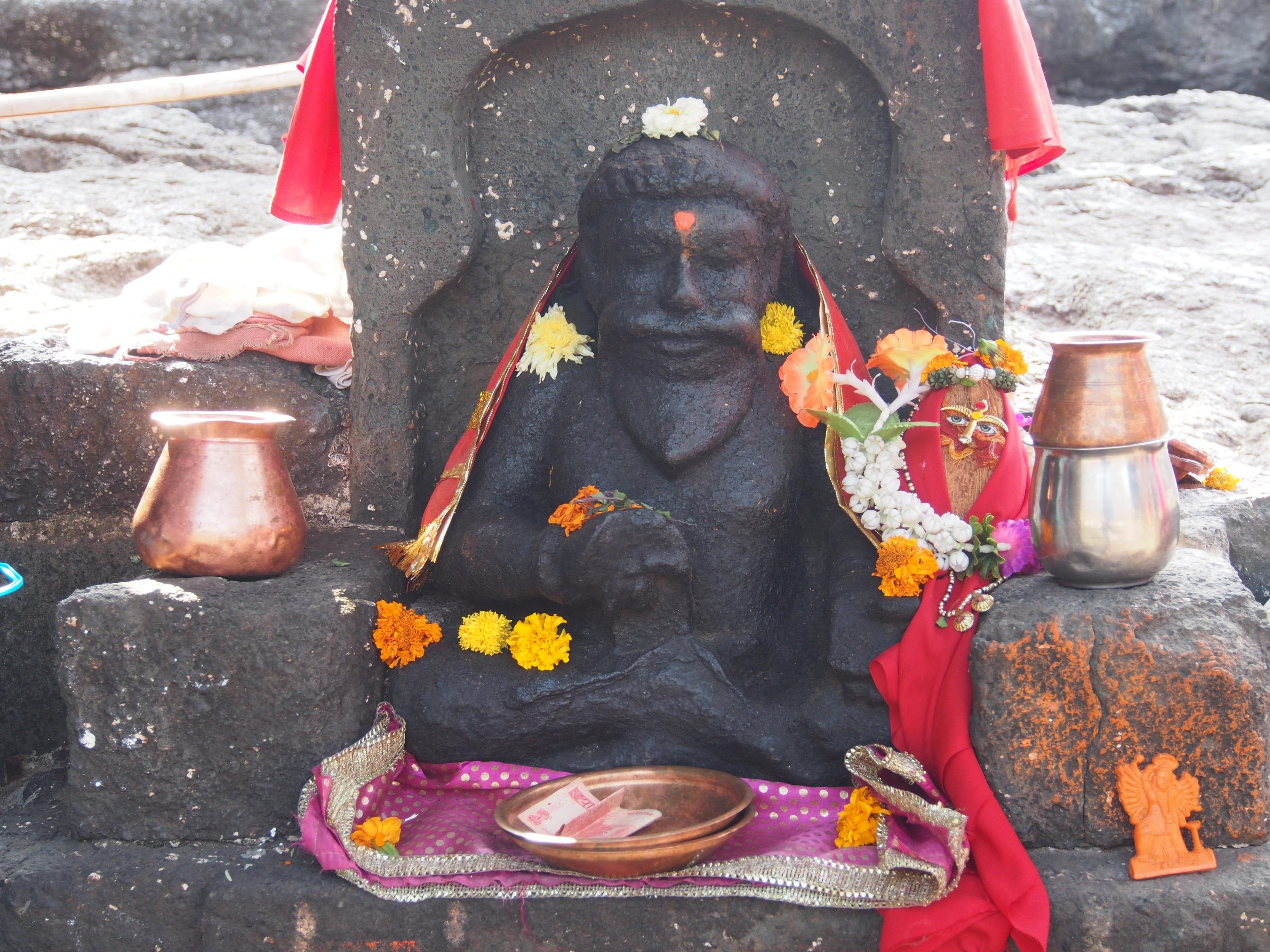
Estàtua de Kapila Maharshi, Nashik.

El nom Kapila apareix en molts textos, i és probable que aquests noms facin referència a persones diferents. La referència més famosa és al savi Kapila amb el seu alumne Āsuri, que en la tradició índia, són considerats com els primers mestres de l'escola Samkhya de filosofia hindú. Tot i que és anterior a Buda, no és clar en quin segle va viure, alguns suggereixen el segle VI aC. Altres el situen al segle VII aC. Això el situa al final del període vèdic (1500 aC a 500 aC), i per això se l'ha anomenat savi vèdic.
A Kapila se li atribueix l'autoria d'un sutra influent, anomenat Samkhya-sutra (també anomenat Kapila-sutra), que presenta aforísticament la filosofia dualista de Samkhya. Aquests sutres es van explicar en un altre text ben estudiat de l'hinduisme anomenat Samkhyakarika. Més enllà de la seva filosofia Samkhya, apareix en molts diàlegs de textos hindús, com per exemple en l'explicació i la defensa del principi d'⁣ahimsa (no-violència) al Mahabharata.

## Hinduisme
Kapila és el desè fill del savi Kardama i Devahūti. Kardama va voler marxar al bosc per a la penitència i la investigació i l'estudi vèdic. Kardama va tenir nou filles que eren molt erudites i es van avançar per casar-se amb grans savis esmentats a la història antiga de l'Índia. Kala es va casar amb Marichi, Anusuya es va casar amb Atri, Arundhati es va casar amb Vashishtha, Havirbhu es va casar amb Pulastya i Shanti es va casar amb Atharvan.

### Textos vèdics
El Rigveda X.27.16 esmenta Kapila, que el comentarista vèdic del segle XIV Sayana pensava que es refereix a un savi; una visió que Chakravarti el 1951 i Larson el 1987 consideren poc fiable, mentres Chakravarti apunta que la paraula es refereix a un dels Maruts, mentre que Larson i Bhattacharya afirmen kapilam en aquest vers significa "marró vermellós" o "marró vermellós"; com també ho tradueix Griffith.{{Refn|dashAnAmekaM kapilaM samAnaM taM hinvanti kratavepAryAya

garbhaM mAtA sudhitaM vakSaNAsvavenantantuSayantI bibharti
La Sèrie Śata-piṭaka sobre els Śākhās dels Yajurveda, que es calcula que va ser composta entre el 1200 i el 1000 aC, esmenta un Kapila Śākhā situat a Āryāvarta, la qual cosa implica que una escola Yajurveda porta el nom de Kapila. El terme Kapileya, que significa "clans de Kapila", apareix a l'Aitareya Brahmana VII.17 però no proporciona informació sobre el Kapila original. El pariśiṣṭa (addenda) de l'Atharvaveda (a XI.III.3.4) esmenta Kapila, Āsuri i Pañcaśikha en relació amb un ritual de libació per a qui s'ha d'oferir tarpana. Al vers 5.2 de Shvetashvatara Upanishad, afirma Larson, apareixen tant els termes Samkhya com Kapila, amb Kapila que significa color així com un "vident" (Rishi) probablement interpretant Rudra i Hiranyagarbha. Tanmateix, Max Muller considera que Hiranyagarbha, és a dir, Kapila en aquest context, varia amb el tenor de l'Upanishad, és diferent i s'utilitza més tard per enllaçar Kapila i assignar l'autoria del sistema Sankya a Hiranyagarbha en reverència pel sistema filosòfic.

### Puranes
Kapila, afirma George Williams, va viure molt abans de la composició de les Epopeies i els Puranes, i el seu nom està cooptat en diverses mitologies compostes posteriorment.

### Dharmasutras i altres textos
Com a fill de Prahlada el Baudhayana Dharmasutra esmenta l'Asura. Kapila és el fill de Prahlada al capítol que estableix les regles per als Vaikhanasas. La secció IV.16 de Baudhāyana Gṛhyasūtra esmenta a Kapila com el que va establir les regles per a la vida ascètica. A Kapila, al Baudhayana Dharmasutra, se li atribueix la creació dels quatre ordres Ashrama: brahmacharya, grihastha, vanaprastha i sanyassa, i suggereix que el renunciant mai no hauria de ferir cap ésser viu de paraula, pensament o fet. Es diu que va establir regles per a la renúncia als sacrificis i rituals en els Vedas, i l'adhesió d'un ascètic al Brahman.  En altres textos hindús com el Mahabharata, Kapila torna a ser el savi que argumenta contra els sacrificis, i a favor de la no-violència i la fi de la crueltat cap als animals, amb l'argument que si els sacrificis beneficiaven l'animal, llavors lògicament la família. qui es sacrifica es beneficiarà d'una mort semblant. Segons Chaturvedi, en un estudi de les inscripcions dels temples de Khajuraho, els primers filòsofs Samkhya possiblement eren deixebles de mestres.

### Imatges als Algames
La imatge de Kapila està representada amb una barba, assegut a padmāsana amb els ulls tancats que indica dhyāna, amb un jaṭā-maṇḍala al voltant del cap, mostrant les espatlles altes que indica que és molt hàbil per controlar la respiració, envoltat de pell de cérvol, amb una mà col·locada davant de les cames creuades, i els peus marcats amb línies semblants al contorn d'un lotus. Aquest Kapila s'identifica amb Kapila el fundador del sistema Sāṅkhya; mentre que el Vaikhānasasāgama ofereix una descripció una mica variable. El Vaikhānasasāgama situa Kapila com un āvaraņadēvāta i assigna l'angle sud-est de la primera āvaraņa. Com a personificació dels Vedes, la seva imatge està asseguda mirant a l'est amb vuit braços; dels quals quatre a la dreta haurien d'estar en abhaya mudra, els altres tres haurien de portar el Chakra, Khaḍga, Hala; una mà esquerra ha de descansar al maluc en la postura kațyavarlambita i les altres tres haurien de portar el Ṡaṅkha, Pāśa i Daṇḍa.

### Kapila Devahuti Samvada
Kapila-Devahuti Samvada és la base de la filosofia Sankhya per la qual Kapila és ben conegut. Kapila-Devahuti Samvada, que es tradueix aproximadament com "Les discussions entre Kapila i Devahuti", toca temes sobre com controlar-se de manera eficaç i convertir-se realment en el mestre d'un mateix. Kapila Devahuti Samvada és un text on Devahuti s'acosta a Kapil amb un dilema. Esmenta que està farta de satisfer els seus cinc sentits. Afirma que tota la vida ha estat cedint a aquests sentits. però mai estan satisfets. Kapila explica la filosofia Samkhya per tranquil·litzar la seva ment i donar-li pau interior. Aquesta discussió té forma de preguntes i respostes. Això s'ha esmentat amb detall al tercer cant de Shrimad Bhagavata Purana.

## Jainisme
Kapila s'esmenta al capítol VIII de l'Uttaradhyayana-sutra, afirma Larson i Bhattacharya, on un discurs de versos poètics es titula Kaviliyam, o "els versos de Kapila".
El nom Kapila apareix als textos jainistes. Per exemple, al poema èpic de Hemacandra del segle XII sobre els ancians jainistes, Kapila apareix com un brahman que es va convertir al jainisme durant l'època de l'⁣Imperi Nanda.
Segons Jnatadharmakatha, Kapila és contemporani de Krishna i el Vasudeva de Dhatakikhanda. El text també esmenta que tots dos van fer volar la seva shankha junts.

## Budisme
La literatura budista, com els contes de Jataka, afirma que Buda és Kapila en una de les seves vides anteriors.
Els estudiosos han comparat i associat durant molt de temps els ensenyaments de Kapila i Buda. Per exemple, Max Muller afirma que el vincle entre els ensenyaments més antics de Kapila sobre Buda es pot exagerar. Aquesta confusió és fàcil, afirma Muller, perquè el primer sutra de Kapila al seu clàssic Samkhya-sutra, "la cessació completa del dolor, que és de tres tipus, és l'objectiu màxim de l'home", sona com la inspiració natural de Buda. Tanmateix, afegeix Muller, els ensenyaments sobre com aconseguir-ho, de Kapila i de Buda, són molt diferents.
Com que l'art budista sovint representa deïtats vèdiques, es pot trobar art tant de Narayana com de Kapila com a reis dins d'un temple budista, juntament amb estàtues de figures budistes com Amitabha, Maitreya i Vairocana.
En el budisme xinès, el Buda va dirigir la Yaksha Kapila i quinze filles de Devas per convertir-se en patrons de la Xina.

## Obres
Les obres següents van ser autores de Kapila, algunes de les quals s'han perdut, i conegudes perquè s'esmenten en altres obres; mentre que alguns altres són manuscrits inèdits disponibles a les biblioteques:
- Manvadi Shrāddha - esmentat per Rudradeva a Pakayajna Prakasa .
- Dṛṣṭantara Ioga - també anomenat Siddhāntasāra disponible a Madras Oriental Manuscripts Library.
- Kapilanyayabhasa - esmentat per Alberuni a les seves obres.
- Kapila Purana - referit per Sutasamhita i Kavindracharya. Disponible a la Biblioteca Sarasvati Bhavana, Varanasi.
- Kapila Samhita - hi ha 2 obres amb el mateix nom. Un és el samhita citat al Bhagavatatatparyanirnaya i per Viramitrodaya a Samskaras . Un altre és el Samhita que detalla els centres de pelegrins d'Orissa.
- Kapilasutra - Dos llibres, el Samkya Pravacana Sutra i el Tattvasamasasutra, es coneixen conjuntament com a Kapilasutra. Bhaskararaya es refereix a ells a la seva obra Saubhagya-bhaskara.
- Kapila Stotra - Els capítols 25 al 33 del tercer khanda del Bhagavata Mahapurana s'anomenen Kapila Stotra.
- Kapila Smriti - Disponible a l'obra Smriti-Sandarbha, una col·lecció de Smritis, de Gurumandal Publications.
- Kapilopanishad - Esmentat a la llista d'Anandasrama a 4067 (Anandasrama 4067).
- Kapila Gita - també conegut com Dṛṣṭantasara o Siddhāntasāra .
- Kapila Pancharatra - també conegut com Maha Kapila Pancharatra. Citat per Raghunandana a Saṃskāra Mayukha .

Els llibres d'Ayurveda que esmenten les obres de Kapila són:
1. Vagbhatta esmenta les opinions de Kapila al capítol 20 de Sutrasthana .
2. Nischalakara esmenta les opinions de Kapila en el seu comentari sobre Chikitsa Sangraha .
3. Les opinions de Kapila es citen a Ayurvedadipika .
4. La llista de Kavindracharya del 987 esmenta un llibre anomenat Kapila Siddhanta Rasayana .
5. Hemadri cita les opinions de Kapila a Ashtangahradaya (vers 16) del comentari Ayurveda Rasayana .
6. Sarvadarsanasamgraha (Sarva-darśana-saṃgraha ) esmenta les opinions de Kapila sobre l'escola de filosofia Raseśvara.

## Importància
Kapila, el fundador de Samkhya, ha estat un savi molt venerat en diverses escoles de filosofia hindú. Gaudapada (~500 CE), un erudit Advaita Vedanta, en el seu Bhasya va anomenar Kapila com un dels set grans savis juntament amb Sanaka, Sananda, Sanatana, Asuri, Vodhu i Pancasikha. Patanjali, l'estudiós del ioga, en el seu Yogasutra -bhasya va escriure Kapila com el "home savi o coneixedor". Les fonts budistes esmenten que la ciutat de Kapilavastu està construïda en honor de Kapila. És a Kapilavastu on neix el Buda⁣; i és aquí que va passar els primers vint-i-nou anys de la seva vida.